# Psorothamnus thompsoniae
Psorothamnus thompsoniae är en ärtväxtart som först beskrevs av Anna Murray Vail, och fick sitt nu gällande namn av Stanley Larson Welsh och N.Duane Atwood. Psorothamnus thompsoniae ingår i släktet Psorothamnus och familjen ärtväxter. IUCN kategoriserar arten globalt som livskraftig. Den är uppkallad efter botaniker Ellen Powell Thompson. 

## Underarter
Arten delas in i följande underarter:
- P. t. thompsoniae
- P. t. whitingii